# Lachete di Melanopo
Lachete, figlio di Melanopo del demo di Essone (in greco antico: Λάχης?, Láches; 467 a.C. – Mantinea, 418 a.C.), è stato un militare ateniese.
Diresse la prima spedizione militare in Sicilia, durante la guerra del Peloponneso, presenziò ai lavori per la pace di Nicia e combatté nella battaglia di Mantinea, dove perse la vita.

## Biografia
Lachete nacque intorno al 467 a.C.; suo padre, Melanopo, apparteneva al demo di Essone.
Nel 427 a.C., a quarant'anni circa (era qualche anno più vecchio di Socrate), fu eletto per la prima volta stratego per le sue qualità e per i suoi agganci politici assieme a Nicia, col quale condivideva valori ed etica tradizionale: entrambi furono patrioti e servitori della democrazia ateniese.

### Prima spedizione in Sicilia
Alla fine del 427 a.C. fu inviato in Sicilia con Careade di Eufileto, affidandogli solo venti navi, una flotta esigua rispetto a quella nemica. Durante questa missione Lachete cercò di rafforzare le alleanze e compì azioni belliche di lieve entità contro città nemiche, non sempre vittoriose.  L'intervento militare era stato chiesto dalle colonie Calcidesi di Sicilia, Leontini e Naxos, alleate di Atene, contro Siracusa e i Lacedemoni. La base delle operazioni fu il porto di Reghion (l'attuale Reggio Calabria), colonia calcidese. Stipulò fondamentali alleanze con Kamarina, Egesta e rinnovò quelle con Himera e Leontini. Cercò la collaborazione dei siculi, popolazioni anelleniche, che avevano sofferto la politica egemonica di Siracusa nella Sicilia orientale.

#### Battaglia di Mile e Messene
Nell'estate del 426, a comandare le forze ateniesi rimase solo Lachete, a causa dell'avvenuta morte di Careade in uno scontro navale contro i siracusani, presso Kamarina. Con il pieno comando di tutte le navi, Lachete si diresse verso Mile di Messene, una cittadella occupata da due guarnigioni messeniche. Sbarcati subirono un agguato dai Messeni, ma gli ateniesi e gli alleati nello scontro ne uccisero un gran numero e altri ne misero in fuga. Attaccarono la roccaforte costrinsero i milesi a farsi consegnare l'acropoli e a partecipare alle azioni militari contro Messene. Anche la battaglia contro Messene fu vittoriosa.

#### Battaglie di Inessa, del Caicino e di Imera
Nell'inverno del 426/25 a.C. gli ateniesi con i siculi risalendo il fiume Simeto tentarono, senza riuscirci, di liberare dai siracusani la città di Inessa, fondata dai Siculi e ubicata di fronte a Kentoripa.
Successivamente Lachete combatté con il suo esercito nei pressi del fiume Caicino, contro trecento locresi guidati da Prosseno di Capatone.
Dopo lo sbarco a Imera, sostenuto dai siculi da parte di terra, ritornò a Reghion dove fu sostituito dal generale Pitodoro. Finì così, definitivamente, il suo intervento militare nella campagna di Sicilia e tornato ad Atene fu processato per furto e assolto da Cleone.

### Processo
Tornato ad Atene fu processato per furto e assolto da Cleone.
Nel 425 a.C. approvò insieme con gli aristocratici il discorso di Cleone nel quale chiedeva di essere eletto stratego per cacciare i lacedemoni da Sfacteria, in venti giorni. Cleone era del partito avverso e se non fosse riuscito se ne sarebbe liberato.  Nel 422 a.C. Aristofane rappresentò per la prima volta la commedia Le vespe che appare una metafora del processo intentato da Cleone nei suoi confronti.

### Pace di Nicia
Nel 423 a.C. fu promotore di una tregua annuale con gli Spartani.
All'inizio della primavera del 421 a.C. presenziò ai giuramenti, alle cerimonie di rito e alla ratifica del trattato con gli ateniesi, la cosiddetta pace di Nicia, che prevedeva il ripristino dello status quo ante e una pace di cinquant'anni.

### Battaglia di Mantinea e morte
Ma la tregua durò poco. Infatti, nel 418 a.C., allorché si stavano per scontrare lacedemoni contro argivi, in aiuto di questi ultimi, gli ateniesi inviarono un esercito di mille opliti e trecento cavalieri con a capo gli strateghi Lachete e Nicostrato. La prima operazione militare fu quella di assediare con gli argivi, gli elei e i mantineesi, la città di Orcomeno, in Arcadia, riuscendo a pattuire la consegna degli ostaggi. Successivamente si diressero, con l'esclusione degli elei a Tegea dove arrivarono anche i Lacedemoni, guidati dal re Agide. Ivi si svolse una battaglia campale che vide la supremazia di questi ultimi. Lachete e Nicostrato morirono combattendo eroicamente,, le perdite dell'esercito furono però contenute.